# Tødsø
Tødsø er en landsby på det østlige Mors i Limfjorden med 245 indbyggere  (2024), beliggende 26 kilometer syd for Thisted og 5 kilometer nord for Nykøbing.
Byen ligger i Region Nordjylland og hører til Morsø Kommune. Tødsø er beliggende i Tødsø Sogn.
Lidt vest for Tødsø ligger Morsø Flyveplads og sydvest for landsbyen ligger et industrikvarter, hvor blandt andre KPK Døre og Vinduer holder til.